# Damian Sperz
Damian Sperz (ur. 29 marca 1990 w Gdańsku) – polski żużlowiec.
Damian Sperz zdał egzamin na licencję żużlową w 2006 roku. Bardzo dobrze zaprezentował się w debiucie w meczu w Pile, gdzie zdobył 5 punktów i 2 bonusy w trzech startach. W sezonie 2007 wystąpił w półfinale Młodzieżowych Mistrzostw Polski Par Klubowych oraz w półfinale Srebrnego Kasku. W 2008 roku zajął czwarte miejsce w turnieju o Brązowy Kask.
Finalista: Mistrzostw Polski Juniorów (2010,2011), Srebrnego Kasku (2010,2011), Brązowego Kasku (2008,2009), Mistrzostw Polski Par klubowych (2011). Uczestnik I rundy Mistrzostw Świata Juniorów (2011).

## Starty w lidze polskiej
W lidze polskiej startuje od 2006 roku reprezentując barwy klubów:
- Wybrzeże Gdańsk - 2006-2011
- Polonia Piła - 2013
- Wybrzeże Gdańsk - 2015